# Bambusa
Las plantas del género Bambusa son bambúes de clima tropical. Tiene cerca de 37 especies pertenecientes a la familia de las poáceas. Es originaria de Asia tropical.

## Descripción
Son bambúes altos, densamente cespitosos; con rizomas paquimorfos; tallos leñosos, cilíndricos, fistulosos; complemento de las ramas con 1 rama mayor por nudo, acompañadas por varias ramas basales menores, fasciculadas, raramente con espinas; plantas hermafroditas. Hojas del tallo con las vainas prontamente caducas, a menudo auriculadas, no pseudopecioladas; láminas pequeñas, en general erectas, raramente reflexas, persistentes; hojas de las ramas pseudopecioladas, con lígulas externas e internas; setas orales generalmente presentes. Inflorescencias una serie de pseudoespiguillas sésiles agrupadas, dispuestas en un raquis afilo; espiguillas con varios flósculos; desarticulación entre los flósculos; brácteas basales estériles varias; lemas subiguales, 11–19-nervias, sin aristas; páleas con 2 quillas ciliadas, no aladas; lodículas 2–3; estambres 6; estigmas 3. Fruto una cariópside; hilo linear.

## Taxonomía
El género fue descrito por Johann Christian Daniel von Schreber y publicado en Genera Plantarum 1: 236. 1789. La especie tipo es: Bambusa arundinacea (Retz.) Willd. 
Etimología
Bambousa: nombre genérico latinizado del nombre vernáculo malayo bambú.
Citología
Tiene un número de cromosomas de: x = 12. 2n = 46 (Guadua), o 24, 48, 70, y 72. 4 y 6 ploidias (raremente diploide). Cromosomas ‘pequeños’.

## Especies
- Bambusa arnhemica
- Bambusa balcooa
- Bambusa bambos (L.) Voss
- Bambusa basihirsuta
- Bambusa beecheyana - Beechey bamboo
- Bambusa blumeana
- Bambusa boniopsis
- Bambusa burmanica
- Bambusa chungii
- Bambusa emeiensis
- Bambusa forbesii - bambú de hierro
- Bambusa glaucophylla - enano malayo
- Bambusa lako - Timor negro
- Bambusa longispiculata Gamble ex Brandis
- Bambusa maculosa Hack.
- Bambusa tuldoides Munro
- Bambusa virgata Trin.
- Bambusa vulgaris Schrad. ex J. C. Wendl.
- Bambusa wrayi Stapf[2][4]